# Conservatori de Brno
El Conservatori de Brno (en txec: Konzervatoř Brno) va ser establert a la localitat de Brno el 25 de setembre de 1919 pel compositor de moravià Leoš Janáček. Janáček va intentar establir i millorar l'alta educació musical de Brno des de la seva primerenca edat. El 1881, va fundar l'Escola d'orgue, no obstant això, va ser només el començament dels seus esforços en aquest camp. El conservatori va ser establert per unir-se a l'Escola d'orgue, l'escola de música de Beseda brněnská, i l'escola de música de Vesna.
L'edifici del conservatori va ser dissenyat el 1899 i posseeix un estil neorenaixentista. Anteriorment al seu actual ús, va ser la seu de l'Institut Pedagògic fundat per l'emperador Francesc Josep I d'Àustria. En la placa commemorativa de l'edifici es llegeix: «Kaiser Franz Josef I. widmete donessis Haus der Bildung von Volksschullehrern 1872». ("L'Emperador Francesc Josep I va dedicar aquesta casa a l'ensenyament de l'educació pública el 1872").
El conservatori regularment organitza presentacions en conjunt de l'Orquestra Filharmònica de Brno.